# 唐括石哥
唐括石哥，金废帝（海陵王）完颜亮的丽妃，贵妃唐括定哥的妹妹，姿色豔美。生下兒子宿王完顏矧思阿補。

## 生平
唐括石哥初嫁秘书监完颜文（可能是完颜宗望的儿子之一完颜文），完颜亮迫使她的姐姐杀夫之后，又看上了她，令她的婆婆按都瓜传信给她丈夫说：“必出尔妇，不然我将别有所行”。完颜文不愿意，按都瓜苦劝说：“上云别有所行，是欲杀汝也，奈何以一妇杀身乎。”完颜文无奈，和石哥抱头大哭后将她献给了完颜亮。
唐括定哥死后，石哥被迁出宫外，不久又召回，封为修容。后封为昭仪，生下儿子完顏矧思阿補后，累进柔妃、丽妃。

## 姐妹
- 唐括定哥，封贵妃
- 唐括蒲鲁胡只，唐括定哥、唐括石哥之堂妹，原有丈夫，出入丽妃位